# Монастырь Раббана Ормизда
Монастырь Раббана Ормизда — монастырь Халдейской католической церкви, находящийся на горе в трех километрах от города Алькаш и в 28 километрах от города Мосула. В настоящее время является паломническим центром верующих Халдейской католической церкви.

## История
Монастырь назван именем монаха Раббана Ормизда, который основал его около 640 года. Монастырь достиг пика своего процветания в период между X и XII веков. В XIV веке монастырь значительно пострадал от нашествия войск Тамерлана. Около 1540 года настоятелем монастыря стал Юханнан Сулага, который в 1551 году стал первым патриархом Халдейской католической церкви под именем Шимун VIII.
В начале второй половины XVI века монастырь перешёл несторианским монахам и с 1551 по 1804 год был резиденцией патриарха несторианской Ассирийской церкви Востока. В настоящее время в монастыре находятся могилы девяти несторианских патриархов. С 1743 года монастырь стал приходить в постепенное запустение из-за постоянных нападений местного курдского населения, а несторианская монашеская община прекратила своё существование в начале XIX века. В 1808 году католический монах Джибраил Данбо, при поддержке епископа Мосула будущего патриарха Иоанна Гормизда, собрал возле себя группу монахов и возродил монастырь. Со временем монастырь стал духовным центром Халдейской католической церкви, в нём также расположилась духовная семинария. Габриэль Дамбо основал монашеский орден антониан святого Ормизда Халдейского, устав которого был утверждён 26 сентября 1845 года Римским папой Григорием XVI. В начале XIX века монахом монастыря был патриарх Иосиф VI Аудо.
В XIX веке монастырь подвергался многочисленным нападениям со стороны мусульман. В 1838 году монастырь подвергся нападению курдов, во время которого были убиты сотни христиан. В 1843 году курды разграбили монастырь и окружающие христианские поселения. Во время этих нападений значительно пострадала монастырская библиотека, содержащая тексты на сирийском языке.
В 1859 году патриарх Иосиф VI Аудо при материальной поддержке Святого Престола построил недалеко от монастыря вблизи города Алькаш новую монашескую обитель, посвящённый Пресвятой Деве Марии.
В 1975 году монастырь был отремонтирован и сегодня он является паломническим христианским центром.

## Источник
- David Wilmshurst, The Ecclesiastical Organisation of the Church of the East, 1318—1913, Peeters Publishers, 2000 ISBN 90-429-0876-9
- Frazee, Charles A. (2006). Catholics and Sultans: The Church and the Ottoman Empire 1453—1923. Cambridge University Press. стр. 298. ISBN 0-521-02700-4.